# ハンス・フィッシャー
ハンス・フィッシャー（Hans Fischer, 1881年7月27日 - 1945年3月31日）はドイツ・ヘーヒスト・アム・マイン出身の化学者。1930年にクロロフィルとヘミン合成の研究によってノーベル化学賞を受賞。

## 生涯
ヴィースバーデンのギムナジウムで学んだ後、ローザンヌ大学とマールブルク大学で化学と薬学を学ぶ。
卒業後にミュンヘンの病院で働いた後、ベルリンのベルリン第一化学研究所 (Erstes Chemisches Institut Berlin) でエミール・フィッシャーの下で働く。1911年にミュンヘンに戻り、1913年にはミュンヘン生理学研究所 (Physiologisches Institut München) で講師となった。1916年にはインスブルック大学で薬化学部の教授となる。
1918年にウィーン大学教授、1921年にミュンヘン工科大学の教授となり、以後死ぬまでその地位にあった。血液や葉に含まれるポルフィリン化合物の研究を行った。
1945年、第二次世界大戦で彼の研究所が破壊されてしまい、ミュンヘンにて自殺。63歳没。

## 受賞歴
- 1890年 デービーメダル
- 1929年 リービッヒ・メダル
- 1930年 ノーベル化学賞